# 河北柳
河北柳（学名：Salix taishanensis var. hebeinica）为杨柳科柳属下的一个变种。

## 扩展阅读
- 維基物種上的相關：河北柳